# Gannat
Gannat je naselje in občina v osrednjem francoskem departmaju Allier regije Auvergne. Leta 1999 je naselje imelo 5.838 prebivalcev.

## Geografija
Kraj leži v pokrajini Bourbonnais ob reki Andelot, 18 km zahodno od Vichyja.

## Administracija
Gannat je sedež istoimenskega kantona, v katerega so poleg njegove vključene še občine Bègues, Biozat, Charmes, Jenzat, Le Mayet-d'École, Mazerier, Monteignet-sur-l'Andelot, Poëzat, Saint-Bonnet-de-Rochefort, Saint-Priest-d'Andelot in Saulzet z 19.267 prebivalci.
Kanton je sestavni del okrožja Vichy.

## Zanimivosti
- Château de Gannat,
- cerkev sv. Križa,
- romanska cerkev sv. Štefana.